# Pyruvate déshydrogénase kinase
La kinase de pyruvate-déshydrogénase ou pyruvate-déshydrogénase-kinase (PDHK) est une classe d'enzymes inhibant la pyruvate-déshydrogénase.
Le pyruvate ne peut donc plus être transformé en acétyl-coenzyme A mais passe par la voie de la lactate-déshydrogénase pour se transformer en lactates.
La PDHK existe sous quatre isoformes, PDK1 (en), PDK2 (en), PDK3 (en) et PDK4 (en), chacun ayant une affinité différente sur les trois sites de phosphorylation de la pyruvate-déshydrogénase.